# Mischwitz (Diera-Zehren)
Mischwitz ist ein Ortsteil der sächsischen Gemeinde Diera-Zehren im Landkreis Meißen. Er wurde am 1. November 1935 nach Zehren eingemeindet, mit dem der Ort am 1. Januar 1999 zur Gemeinde Diera-Zehren kam.

## Geographie

### Geographische Lage und Verkehr
Mischwitz liegt in der Lommatzscher Pflege, links der Elbe nahe der Bundesstraße 6. Der Ort befindet sich im südlichen Teil von Diera-Zehren, etwa zwei Kilometer von Zehren und fünf Kilometer von der Kreisstadt Meißen entfernt. Der Elberadweg führt durch Mischwitz.

### Nachbarorte
| Zehren     | Kleinzadel                                  |           |
|            | Kompassrose, die auf Nachbargemeinden zeigt | Keilbusch |
| Seebschütz |                                             | Jesseritz |

## Geschichte
Im Jahr 1258 wurde ein Martinus dictus de Missewitz erstmals erwähnt. Der gassenartige Bauernweiler auf Block- und Streifenflur Mischwitz war ursprünglich zum Castrum Meißen gehörig. Die Grundherrschaft über den Ort übte um 1547 der Rat zu Dresden und um 1551 das Domkapitel Meißen aus. Später war Mischwitz Amtsdorf im kursächsischen bzw. königlich-sächsischen Erbamt Meißen. Der Ort war nach Zehren gepfarrt und gehört heute zur dortigen Kirchgemeinde.
Bei den im 19. Jahrhundert im Königreich Sachsen durchgeführten Verwaltungsreformen wurden die Ämter aufgelöst. Dadurch kam Mischwitz im Jahr 1856 unter die Verwaltung des Gerichtsamts Meißen und 1875 an die neu gegründete Amtshauptmannschaft Meißen. Im Jahr 1900 betrug die Größe der Gemarkung Mischwitz 89 Hektar. 1925 lebten von 66 Einwohnern 62 evangelisch-lutherische Bürger und zwei Katholiken im Ort.
Am 1. November 1935 wurde Mischwitz nach Zehren eingemeindet und kam durch die Kreisreform 1952 zum aus der Amtshauptmannschaft gebildeten Kreis Meißen im Bezirk Dresden, der sich in der Nachwendezeit mehrmals vergrößerte. Diera und Zehren schlossen sich am 1. Januar 1999 zu Diera-Zehren zusammen, seitdem ist Mischwitz ein Ortsteil dieser Gemeinde.

### Entwicklung der Einwohnerzahl
| Jahr | Einwohnerzahl                |
| ---- | ---------------------------- |
| 1551 | 3 besessene Mann, 3 Inwohner |
| 1764 | 2 besessene Mann, 2 Gärtner  |
| 1834 | 34                           |
| 1871 | 27                           |
| 1890 | 44                           |
| 1910 | 77                           |
| 1925 | 66                           |